# Biswamoyopterus biswasi
Biswamoyopterus biswasi е вид бозайник от семейство Катерицови (Sciuridae). Видът е критично застрашен от изчезване.

## Разпространение
Видът е ендемичен за Аруначал Прадеш в североизточна Индия.